# Curling en los Juegos Olímpicos de Milán-Cortina d'Ampezzo 2026
El torneo de curling en los Juegos Olímpicos de Milán-Cortina d'Ampezzo 2026 se realizará en el Estadio Olímpico de Cortina d'Ampezzo en febrero de 2026.
En total se disputarán en este deporte tres pruebas diferentes, el torneo masculino, el femenino y el de dobles mixto.